# Vörstetten
Vörstetten – miejscowość i gmina w Niemczech, w kraju związkowym Badenia-Wirtembergia, w rejencji Fryburg, w regionie Südlicher Oberrhein, w powiecie Emmendingen, wchodzi w skład związku gmin Denzlingen-Vörstetten-Reute. Leży ok. 6 km na południe od Emmendingen.